# (4353) Onizaki
(4353) Onizaki – planetoida z pasa głównego asteroid okrążająca Słońce w ciągu 3,59 lat w średniej odległości 2,35 j.a. Odkryli ją Yoshikane Mizuno i Toshimasa Furuta 25 listopada 1989 roku w Kani. Nazwa planetoidy pochodzi od miasta na półwyspie Chita, w którym spędził dzieciństwo Furuta; nazwa Onizaki już nie funkcjonuje, gdyż sąsiednie miasta połączyły się. Przed nadaniem nazwy planetoida nosiła oznaczenie tymczasowe (4353) 1989 WK1.